# Physocleora enana
Physocleora enana är en fjärilsart som beskrevs av Paul Dognin 1895. Physocleora enana ingår i släktet Physocleora och familjen mätare. Inga underarter finns listade i Catalogue of Life.